# Лукић
Лукић (патроним са значењем "син Луке") је српско и хрватско презиме. Оно се може односити на:
- Александар Лукић (рођ. 1957), српски песник
- Бранислав Лукић Лука (рођ. 1970), мултимедијални уметник из Босне и Херцеговине
- Будимир Лукић (1890—…), српски ратник
- Велимир Лукић (1936—1997), српски песник и драматург
- Вељко Лукић Курјак (1917—1944), српски земљорадник и учесник Народноослободилачке борбе
- Владан Лукић (рођ. 1970), бивши фудбалер
- Владимир Лукић (рођ. 1933), бивши српски политичар
- Војин Лукић (1919—1997), друштвено-политички радник СФР
- Војислав Лукић (1935—1999), српски директор фотографије
- Војислав Лукић (писац) (рођ. 1949), српски писац
- Војислава Лукић (рођ. 1987), српска тенисерка
- Гордана Лукић (рођ. 1965), српска глумица и позоришни режисер
- Дојчин Лукић (1912—1953), учесник Народноослободилачке борбе
- Драган Лукић (1928—2006), српски дечји писац
- Драган Лукић Омољац, југословенски и српски филмски и позоришни глумац
- Драгица Лукић, југословенска и српска филмска и позоришна глумица
- Живојин Лукић (1889—1934), српски вајар
- Јелена Лукић (рођ. 1975), српска књижевница
- Лепа Лукић (рођ. 1940), српска и југословенска певачица
- Мара Лукић Јелесић (1885—1979), српска сликарка
- Милан Лукић (рођ. 1967), вођа паравојне формације Бели орлови
- Мирослав Лукић (рођ. 1950), српски књижевник
- Новица Лукић (1919—1957), мајор Француске Легије странаца
- Радисав Лукић Рубежић (1863—1917), политичар и народни ослободилац
- Радомир Лукић (1914—1999), српски правник
- Радомир В. Лукић (рођ. 1956), професор источносарајевског универзитета
- Саша Лукић (рођ. 1996), српски фудбалер
- Симо Лукић (1916—1944), учесник Народноослободилачке борбе
- Снежана Лукић (рођ. 1941), југословенска и српска филмска и позоришна глумица
- Сретен Лукић (рођ. 1955), пензионисани генерал српске полиције
- Сузана Лукић (рођ. 1984), усрпска филмска, телевизијска и позоришна глумица
- Харитон Лукић (1960—1999), српски свештеномученик